# 大丰花园
大豐花園是一個位於马来西亚柔佛州新山縣新山市的鎮區。

## 設施

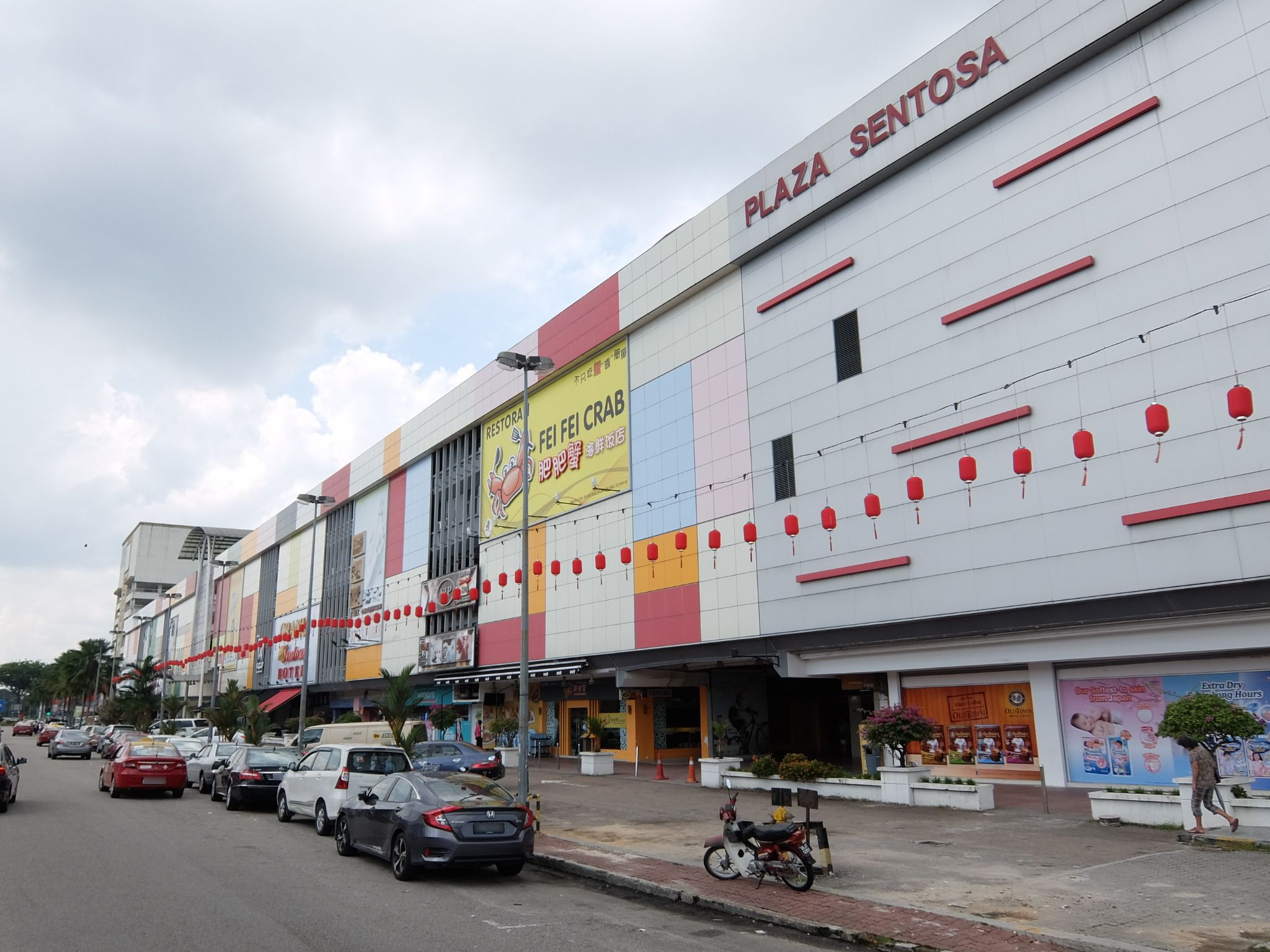
Sentosa Plaza外觀

### 商業
- Sentosa Plaza
- 大眾銀行

### 教育
- 斯里地不佬國小

### 宗教
- Surau Al Jauhar Taman Sentosa